# 永谷喬夫
永谷 喬夫（ながたに たかお、1976年9月10日 - ）は東京都出身の日本の作曲家、ギタリスト、歌手である。
1998年から2010年までSURFACEのギタリストとして活動していた。他アーティストへの楽曲提供も行っている。2018年にSURFACEデビュー20周年として再結成し、活動再開を果たす。尚、デビュー日にあたる5月27日に、東京・豊洲PITにて、復活ライブを行なった。同日、初のソロアルバム『Heartbeat』をリリースし、ソロ活動も開始した。

## ソロ名義の作品
SURFACE名義の楽曲に関しては、当該ページを参照。
|     | 発売日        | タイトル  | 備考 | 最高順位 |
| --- | ------------- | --------- | ---- | -------- |
| 1st | 2018年5月27日 | Heartbeat |      | 204位    |

## 提供楽曲
本項では、「永谷たかお」名義も同様に取扱う。

### タッキー&翼
- 「彩り」（『Heartful Voice』収録）

作詞 - 松井五郎 / 作曲 - 永谷喬夫

### 佐香智久
- 『ずっと』

作詞：佐香智久、Tomoyuki Ogawa／作曲：Takao Nagatani
- テレビアニメ『君と僕。2』オープニングテーマ。

### 羽多野渉/ 『ハマトラ』関連
- 「Hikari」（シングル）

作詞・作曲 - 永谷喬夫 / 編曲 - 山下洋介
アニメ『ハマトラ』EDテーマ
- 「約束」（『W』収録）

作詞・作曲 - 永谷喬夫 / 編曲 - 山下洋介
アニメ『ハマトラ』イメージソング
- 「Rolling life」（『運命のCoda』収録）

作詞 - 永谷たかお、キミオ / 作曲・編曲 - 永谷たかお
 劇場版『Fe:ハマトラ』主題歌
- 「リトル・レジスタンス」（『キャラバンはフィリアを奏でる』収録）

作詞 - 永谷たかお、キミオ / 作曲・編曲 - 永谷たかお

※その他、下記『ハマトラ』関連楽曲を参照

### かと*ふく
- 「next to you」（『あっぱれ!瞬間積極剤』収録）

作詞 - ヤスカワショウゴ / 作曲・編曲 - 永谷喬夫

- 「VERSUS」（『やぁ(^-^)/』収録）

作詞 - ヤスカワショウゴ/ 作曲・編曲 - 永谷喬夫

- 「Freezin’ Rush」

作詞 - ヤスカワショウゴ/ 作曲・編曲 - 永谷喬夫

### 『黒執事』関連
- 「上富夢（SHAMPOO DREAM）」（『放蕩人、朗唱』A面）

作詞 - uRy / 作曲・編曲 - 永谷喬夫 / 歌 - 劉（遊佐浩二）
- 「Addictive World」（『放蕩人、朗唱』B面）

作詞 - uRy / 作曲・編曲 - 永谷喬夫 / 歌 - 劉（遊佐浩二）
- 「王子の品格 」（『王子様、高唱』A面）

作詞 - オノダヒロユキ / 作曲・編曲 - 永谷喬夫 / 歌 - ソーマ・アスマン・カダール（立花慎之介）
- 「二人のハーモニー Soma side」（『王子様、高唱』B面）

作詞 - オノダヒロユキ / 作曲・編曲 - 永谷喬夫 / 歌 - ソーマ・アスマン・カダール（立花慎之介）

### 『這いよれ! ニャル子さん』関連
- 「曲解I LOVE YOU×ウザ＞＞＞かわいい」

作詞 - ヤスカワショウゴ / 作曲・編曲 - 永谷喬夫 / 歌 - 後ろから這いより隊Ｎ（ニャル子）（阿澄佳奈）
- 「Gimme a fork×・・・やめた」

作詞 - ヤスカワショウゴ / 作曲・編曲 - 永谷喬夫 / 歌 - 後ろから這いより隊M（真尋）（喜多村英梨）
- 「そして伝説のように×my burning desire」

作詞 - ヤスカワショウゴ / 作曲・編曲 - 永谷喬夫 / 歌 - 後ろから這いより隊C（クー子）（松来未祐）
- 「Big Love×それは、キミだけ。」

作詞 - ヤスカワショウゴ / 作曲・編曲 - 永谷喬夫 / 歌 - 後ろから這いより隊H（ハス太）（釘宮理恵）

### 『アイカツ!』関連
- 「アラビアンロマンス」

作詞 - こだまさおり / 作曲・編曲 - 永谷喬夫 / 歌 - STAR☆ANIS（えり、わか）
- 「笑顔のSuncatcher」

作詞 - 只野菜摘 / 作曲・編曲 - 永谷喬夫 / 歌 - STAR☆ANIS（りすこ、もな）
- 「Take Me Higher」

作詞 - 只野菜摘 / 作曲・編曲 - 永谷喬夫 / 歌 - STAR☆ANIS（りすこ、もえ、ゆな）
- 「約束カラット」

作詞 - 只野菜摘 / 作曲・編曲 - 永谷喬夫 / 歌 - みほ・ななせ from AIKATSU☆STARS
- 「未来トランジット」

作詞 - 只野菜摘 / 作曲・編曲 - 永谷たかお / 歌 - みほ from AIKATSU☆STARS

### 『Wake Up, Girls!』 関連
- 「歌と魚とハダシとわたし」

作詞 - 只野菜摘 / 作曲・編曲 - 永谷喬夫 / 歌 - 片山実波（田中美海）
- 「outlander rhapsody」

作詞 - 只野菜摘 / 作曲・編曲 - 永谷喬夫 / 歌 - Wake Up, Girls!
- 「タイトロープ ラナウェイ」

作詞 - 只野菜摘 / 作曲・編曲 - 永谷喬夫 / 歌 - Wake Up, Girls!

### 『ハナヤマタ』 関連
- 「Dream JUMP!!」

作詞 - 畑亜貴 / 作曲・編曲 - 永谷喬夫 / 歌 - チーム”ハナヤマタ”
- 「スマイル」

作詞 - 吉田詩織 / 作曲・編曲 - 永谷喬夫 / 歌 - ハナ・N・フォンテーンスタンド（田中美海）
- 「琥珀色キャンディ」

作詞 - 吉田詩織 / 作曲・編曲 - 永谷喬夫 / 歌 - 笹目ヤヤ（奥野香耶）

### 『あんハピ♪』関連
- 「願いは負けない星だから」

作詞 - 畑亜貴 / 作曲・編曲 - 永谷たかお / 歌 - Happy Clover
- 「Baby Blanket, 24」

作詞 - 辻純更 / 作曲・編曲 - 永谷たかお / 歌 - レン(吉岡茉祐)

### 『アイドルマスター シンデレラガールズ スターライトステージ』
CDシリーズ『THE IDOLM@STER CINDERELLA GIRLS STARLIGHT MASTER PLATINUM NUMBER』の第7弾CD
1. WET
作詞：只野菜摘
作曲：帆足圭吾(MONACA)、永谷喬夫
編曲：永谷喬夫
歌：星輝子(CV:松田颯水)

### その他アニメ関連
- 「メタルビースト ロックンジャー！」（『電波教師』劇中歌）

作詞 - 前川淳 / 作曲・編曲 - 永谷喬夫 / 歌 - 櫛名田萌美（夏川椎菜）

### バンダイナムコゲームス
「GUNDAM MEMORIES~戦いの記憶~ 」  楽曲製作（7曲参加）　の中、TVCM プロモーション用CMで一曲起用
「DRAGONBALL ULTIMATEBLAST」 海外版　全31曲 楽曲製作

### コナミアミューズメント
- Confession(Takao Nagatani名義) -GuitarFreaks & DrumMania XG / V7
- Love Rox!(Takao Nagatani名義) -GuitarFreaks & DrumMania XG2 Groove to Live
- spectrum(Takao Nagatani名義) -GuitarFreaks & DrumMania XG3
- LOVE WAR!!(Takao Nagatani名義) -GuitarFreaks & DrumMania XG3
- TRICK -GITADORA
- こわれそうなもの -GITADORA